# Liste over erkendelsesteorier
Dette er en liste over erkendelsesteorier (epistemologier). De vigtigste er markeret med fed.
NOTE: Nogle af disse erkendelsesteorier er underemner af andre erkendelsesteorier.

## A
- Absolut idealisme
- Aktualitetsprincippet

## C
- Calvinisme

## D
- Deduktivisme
- Determinisme

## E
- Empirisk realisme
- Empirisme

## F
- Falsificerbarhedskriteriet
- Formel logik

## H
- Heuristisk metode
- Holisme
- Humanisme

## I
- Induktiv empirisme
- Induktivisme
- Infinitisme
- Innatisme
- Internalisme og eksternalisme

## K
- Kritisk filosofi
- Kritisk humanisme
- Kritisk idealisme
- Kritisk rationalisme
- Kritisk realisme

## L
- Logicisme' (analytisk filosofi)'
- Logisk positivisme

## M
- Marxisme (indirekte)
- Matrialisme
- Mekanicisme

## N
- Naiv realisme
- Naturalisme

## O
- Objektiv idealisme

## P
- Positivisme
- Psykologisme

## R
- Rationalisme
- Radikal empirisme
- Realisme
- Reduktionisme
- Reliabilisme
- Repræsentativ realisme

## S
- Skepticisme
- Subjektiv idealisme

## T
- Transcendental fænomenologi
- Transcendental idealisme

## Å
| filosofi | Spire Denne filosofiartikel er en spire som bør udbygges. Du er velkommen til at hjælpe Wikipedia ved at udvide den. |